# Australian Maritime College
Das Australian Maritime College (AMC) ist ein Institut der University of Tasmania in Launceston. Es ist Australiens nationales Zentrum für Meeresforschung und Ausbildung.
Die Ziele des 1980 gegründeten AMC sind die Bereitstellung von weiterführenden Bildung, Training und Beratung der höchsten Qualität sowie das Betreiben von Forschung auf dem maritimen Gebiet auf internationalem Niveau.
Zum AMC gehören zwei 50 km voneinander entfernte Niederlassungen im Norden Tasmaniens, in Newham und Beauty Point, mit jeweils unterschiedlichen Einrichtungen.
Das AMC bildet die folgenden drei Gruppen aus:
- Seefahrer
- Akademiker im Bereich der Meeresforschung
- Seeleute für das Pacific Patrol Boat Program

## Newham Campus
Der größte Campus des AMC liegt in Newham, sechs km von Launceston entfernt. Die Institutsverwaltung und die Fakultät Seetransport und Ingenieurwissenschaften befinden sich hier. U. a. sind hier auch der Schlepptank, ein Schiffrumpf-Testbecken und ein Kavitationstunnel.

### Investigator Hall
Die Investigator Hall ist ein Wohnheim für Studenten der AMC als auch für Studenten der University of Tasmania. Es wurde nach dem Schiff von Matthew Flinders benannt, der HMS Investigator.

## Beauty Point Campus
Am Beauty Point Campus befindet sich das nationale Zentrum für Häfen und Verschiffung. Außerdem. befinden sich hier ein Wasserströmungskanal (in dem es 2008 brannte), Labore für Meeresfrüchte, Mikrobiologie und Chemie sowie die Forschungseinrichtungen für Studenten.

### Endeavour Hall
Die Endeavour Hall ist das Wohnheim des AMC am Beauty Point Campus. Es wurde nach dem Schiff HMS Endeavour von James Cook benannt.

## Schiffe

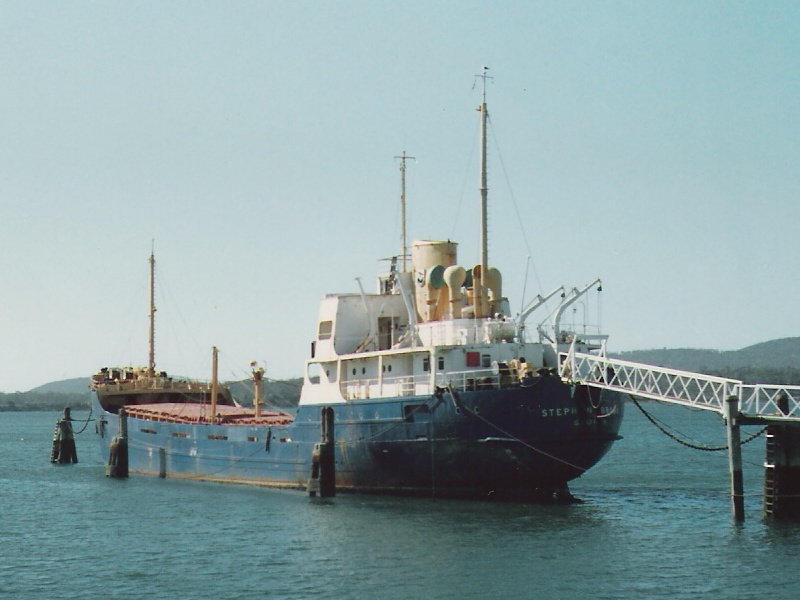
Das Lehrschiff Stephen Brown geankert am Beauty Point

Das Australian Maritime College unterhält eine eigene Schiffsflotte. Zu den Schiffen gehören:
- FTV Bluefin
- FTV Reviresco
- TV Pinduro (AMC Search)
- Skipjack
- Seahorse
- RV Stephen Brown

## Projekt Unity
Das AMC und die University of Tasmania, welche beide am Newham Campus vertreten sind, starteten das Projekt Unity. Dieses Projekt untersuchte, ob eine Vereinigung der beiden Institute sinnvoll ist.
Am 16. Oktober 2007 wurde das Maritime Amendment Bill abgesegnet, welches die Integration des AMC als ein Institut innerhalb der University of Tasmania beschloss. Das AMC behält jedoch weiterhin seine eigene Identität und eine gewisse Autonomie.